# Шиваров, Николай Христофорович
Николай Христофорович Шиваров (1898, Пештера, Болгария — 4 июня 1940, Каргопольлаг) — болгарский журналист. Впоследствии оперуполномоченный и следователь ВЧК — ОГПУ — НКВД. 

## Биография
Н. Х. Шиваров родился в 1898 году в городе Пештера (болг. Пещера), Болгария. По профессии — журналист. Отличался высоким ростом и большой физической силой. В Болгарии был арестован. Бежал из тюрьмы в РСФСР.
Уже в 1924 году работал в центральном аппарате ОГПУ. Был оперуполномоченным 4-го отдела, помощником начальника 6 отделения СПО ГУГБ НКВД СССР. В декабре 1936 года переведен в Свердловск на должность помощника начальника 4-го отделения УГБ УНКВД по Свердловской области.
Вёл ряд «литературных» дел: дело группы «Памир», дела О. Мандельштама, Н. Клюева, Н. Эрдмана, В. Масса и других. В 1920-е годы вел досье на Максима Горького, в том числе на основе донесений П. П. Крючкова, секретаря Горького.

## Арест и смерть
Был арестован 27 декабря 1937 года с формулировкой «перебежчик-шпион». Приговорен ОСО НКВД 4 июня 1938 года к пяти годам ИТЛ. Наказание отбывал в лагере в Архангельской области. Покончил жизнь самоубийством в 1940 году, приняв яд. Сохранилось предсмертное письмо, опубликованное в книге воспоминаний В. В. Катаняна «Лоскутное одеяло»
.

## Реабилитация
27 июня 1957 года по решению Военного трибунала Московского военного округа приговор в отношении Н. Х. Шиварова отменен «за отсутствием состава преступления».

## Семья
В Болгарии у Н. Х. Шиварова остались жена и ребенок. В СССР женился вторично. Его жена Елена Дмитриевна Шиварова (1902—1968) впоследствии стала известным врачом-окулистом (похоронена в Парголово). Сын Владимир Николаевич Шиваров (1929—2002) — заслуженный энергетик России (похоронен на Новодевичьем кладбище).

### Адрес в Москве
Улица Арбат, дом 43, кв. 2